# Mordechai Spiegler
Mordechai "Motaleh" Spiegler (Hebreeuws: מרדכי "מוטל'ה" שפיגלר) (Sotsji, 19 augustus 1944) is een voormalig Israëlische profvoetballer en trainer. 
Hij speelde het grootste deel van zijn carrière bij Maccabi Netanja en kwam ook als international uit voor het nationale team van Israël. Spiegler staat met 32 goals in 83 wedstrijden op de tweede plaats in de all-time topscorerslijst voor het Israëlisch elftal.

## Clubcarrière
Spiegler werd geboren is Asbest, een stad in de voormalige Sovjet-Unie (dat nu tot Rusland behoort) als kind van Joodse ouders. Als klein kind emigreerde hij met zijn ouders naar Netanja in Israël.
In die stad begon hij op 13-jarige leeftijd met voetballen in de jeugd van Maccabi Netanja, de grootste club in zijn thuisstad. In 1961 kreeg hij als 17-jarige zijn eerste contract bij het hoofdteam en maakte hij zijn debuut in de Liga Leumit. Spiegler bleef uiteindelijk 11 jaar voetballen voor de club alvorens hij naar Europa trok, en hij speelde in totaal 301 wedstrijden waarin hij 196 keer scoorde.
In 1972 maakte hij de overstap naar het Franse RC Paris, waar hij in de Ligue 1 kwam te spelen. Hij bleef bij deze club voor één seizoen, waarna hij een transfer maakte naar stadsgenoot Paris Saint-Germain. Ondanks dat hij bij PSG niet altijd speelde kwam hij toch tot 10 doelpunten in 13 optredens. 
Na opnieuw één seizoen in de Ligue 1 besloot Spiegler om terug te keren naar Maccabi Netanja, maar na een seizoen in Israël werd bekend dat hij voor het seizoen 1975 een contract had getekend bij New York Cosmos. Hij speelde in Amerika in een seizoen 17 wedstrijden aan de zijde van Pelé, en scoorde 6 doelpunten in de North American Soccer League.
Na zijn avontuur in Amerika keerde Spiegler opnieuw terug naar Netanja, en kwam hij in het seizoen erop nog uit voor Hapoel Haifa. Na het seizoen 1978-79 was Spiegler overgestapt naar een trainersrol bij Maccabi Haifa en in 1980 werd hij de trainer van Hapoel Haifa. Hij maakte voor het seizoen 1981-82 nog kort een comeback bij Beitar Tel Aviv, waar hij fungeerde als speler-trainer, maar besloot in 1982 zijn actieve voetbalcarrière te beëindigen.

## Interlandcarrière
Spiegler maakte zijn internationale debuut voor Israël op 2 januari 1964 tegen Hong Kong. Hij maakte deel uit van het Israëlische team dat in 1964 de AFC Asian Cup won, waar hij twee keer scoorde en gezamenlijk topscorer van het toernooi werd.
Zijn grootste prestatie voor het nationale team was dat hij Israël hielp zich te kwalificeren voor de WK 1970 in Mexico. Hij scoorde het enige doelpunt van Israël in de geschiedenis van het WK in een 1-1 gelijkspel tegen Zweden.
Zijn 32 doelpunten voor het nationale team (volgens een telling van de Israëlische voetbalbond, de FIFA telt er slechts 24) was het Israëlische doelpuntenrecord tot 2021, toen hij werd overtroffen door Eran Zahavi. Spiegler scoorde 24 doelpunten in 62 'officiële' interlands voor de Israëlische nationale ploeg, en hij speelde ook in 21 andere 'onofficiële' wedstrijden (meestal Olympische Spelen kwalificatiewedstrijden) waarin hij nog eens acht doelpunten scoorde.
Spiegler was aanvoerder van het Israëlische Olympische team in 1968 in Mexico City, dat de kwartfinales bereikte waar het verloor van Bulgarije.

## Trainerscarrière
Tijdens en na zijn actieve voetbalcarrière ging Spiegler aan de slag als trainer, en hij heeft de leiding gehad over verschillende Israëlische profteams (waaronder tweemaal Maccabi Netanja). Hij won met Beitar Tev Aviv is zijn seizoen als speler-trainer het kampioenschap in de tweede divisie, en was daarna vooral succesvol in Netanja, waarmee hij in 1983 de treble pakte (landskampioenschap, Lililan Cup en Supercup) en ook nog de UEFA Intertoto Cup won (die hij een jaar later nog eens wist te winnen met zijn ploeg). 

## Waardering na carrière
Spiegler werd genomineerd als de beste Israëlische speler van de afgelopen 50 jaar door de Israëlische voetbalbond bij de UEFA Jubilee Awards in november 2003.
In 2007 won hij een speciale prijs van de Israëlische voetbalbond voor zijn bijdragen aan het Israëlische nationale team en het behalen van het WK in 1970.

## Erelijst

### Speler
Maccabi Netanja
- Kampioen Liga Leumit: 1970–71, 1977–78
- Winnaar Israëlische State Cup: 1977–78
- Winnaar Israëlische Supercup: 1971, 1978

Israël
- Kampioen AFC Youth Championship: 1964
- Kampioen AFC Asian Cup: 1964

Individueel
- Topscoorder Israëlische Liga Leumit: 1965–66, 1966–68, 1968–69
- Israëlisch Speler van het Jaar: 1965–66, 1968–69, 1969–70, 1970–71
- Lid van de Israëlische 'Football Hall of Fame'

### Trainer
Beitar Tel Aviv
- Kampioen Israëlische tweede divisie:1980–81

Maccabi Netanja
- Kampioen Liga Leumit: 1982–83
- Winnaar Israëlische Supercup: 1983
- Winnaar UEFA Intertoto Cup: 1983, 1984
- Winnaar Israëlische League Cup: 1982, 1983